# لوچانو ره چکونی
لوچانو ره چکونی (به ایتالیایی: Luciano Re Cecconi) بازیکن فوتبال و اهل ایتالیا بود که از سال ۱۹۷۴ میلادی عضو تیم ملی فوتبال ایتالیا بوده و در ۲ بازی ملی حضور داشته‌است. او در بازی‌های ملی‌اش گلی به ثمر نرساند.
لوچانو ره چکونی آخرین بازی ملی خود را در سال ۱۹۷۴ میلادی انجام داد.